# ملك أباد (بابويي)
ملك أباد (بالفارسية: ملک‌آباد) هي قرية تقع في إيران في قسم بابويي الريفي. يقدر عدد سكانها بـ 202 نسمة .